# Broadlahn
Broadlahn ist eine sechsköpfige Band aus der Steiermark, die dem Genre der neuen Volksmusik zugezählt wird, die sich selbst aber eher einer Strömung wie der „Imaginären Folklore“, dem „Bauernjazz“ oder einfach alpiner Ethnomusic zugehörig fühlt.

## Geschichte
1982 wurde die Gruppe als Trio gegründet, aber schon bald gesellten sich zu den drei Volksmusikanten drei Jazzer hinzu.
Broadlahn verknüpfen in ihrer Musik alpenländische Volksmusik, Jazz und Ethnoklänge aus dem afrikanischen und asiatischen Raum.
Bisher wurden fünf CDs veröffentlicht: Broadlahn (1990), Leib&Seel (1993), Almrauschen im Weltempfänger (1998), Live (2001), ... vom Rand der Welt (Extraplatte, 2007).
Die Gruppe wurde 1993 mit dem Deutschen Kleinkunstpreis ausgezeichnet.
Der Name bezieht sich auf den lokalen Namen der Breitlahnalm (Broadlahn-Alm) am Schwarzensee in der Kleinsölk.